# 70è Festival Internacional de Cinema de Canes
El 70è Festival Internacional de Cinema de Canes es va dur a terme del 17 al 28 de maig de 2017. El director i guionista espanyol Pedro Almodóvar va presidir el jurat del festival i l'actriu italiana Monica Bellucci fou l'amfitriona de les cerimònies d'apertura i clausura. Les Fantômes d'Ismaël, dirigida pel francès Arnaud Desplechin, va obrir el festival.
El festival de Canes va celebrar el seu 70è aniversari. El 29 de març de 2017 es va revelar que el pòster oficial del festival mostraria l'actriu italiana Claudia Cardinale. L'actriu va respondre: «Estic honrada i orgullosa de ser la bandera del 70è Festival de Canes, i encantada amb aquesta selecció de foto. És la imatge que jo mateixa tinc del Festival, d'un esdeveniment que ho il·lumina tot… Feliç aniversari!»
La Palma d'Or fou atorgada a la pel·lícula sueca The Square dirigida per Ruben Östlund, qui també va tancar el festival.

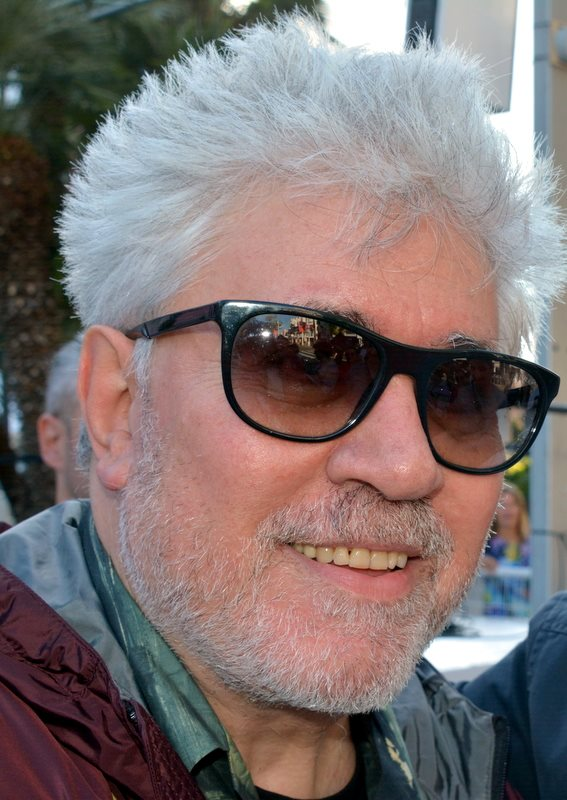
Pedro Almodóvar, president del jurat de la competició principal

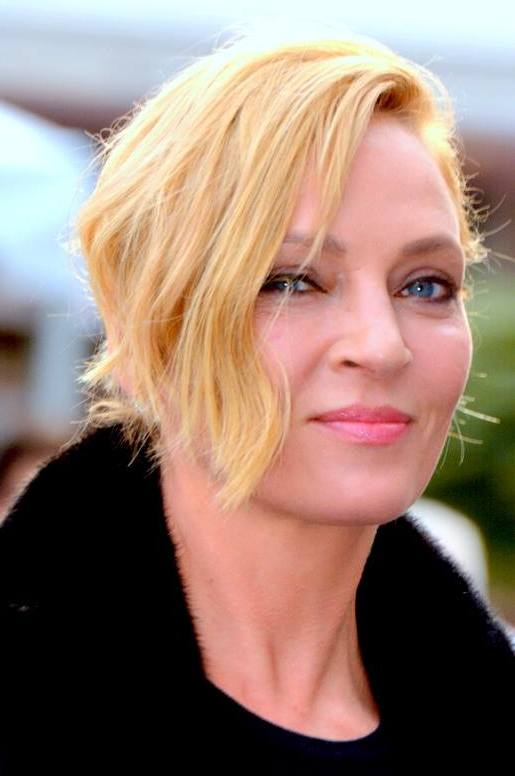
Uma Thurman, presidenta del jurat Un Certain Regard

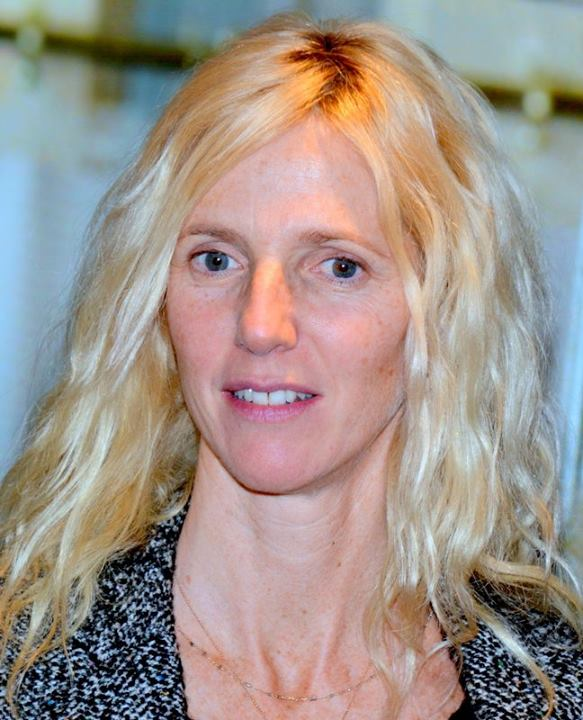
Sandrine Kiberlain, presidenta del jurat de la Caméra d'or

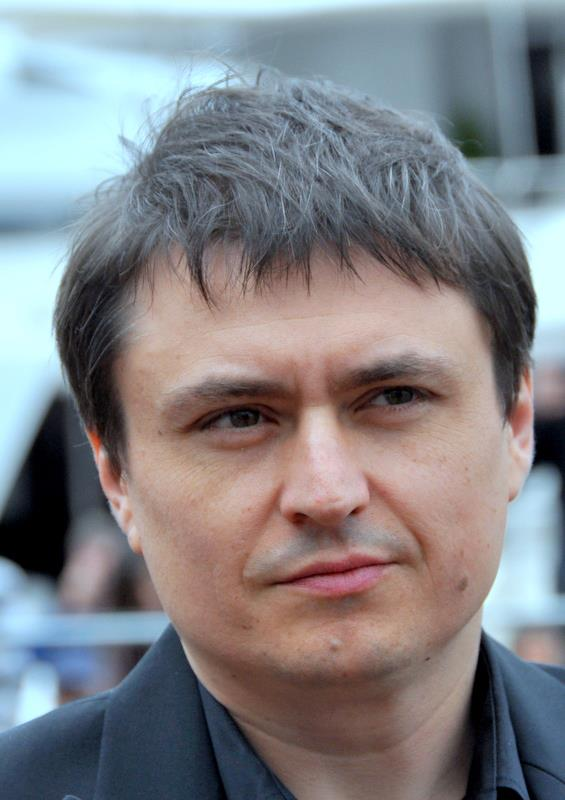
Cristian Mungiu, president del jurat Cinéfondation i curtmetratges

## Jurats

### Competició principal
- Pedro Almodóvar, director i guionista espanyol, president[11]
- Maren Ade, director alemany
- Fan Bingbing, actriu xinesa
- Park Chan-wook, director sud-coreà
- Jessica Chastain, actriu i productora estatunidenca
- Agnès Jaoui, actriu i directora francesa
- Will Smith, actor i productor estatunidenc
- Paolo Sorrentino, director italià
- Gabriel Yared, compositor francolibanès

### Un Certain Regard
- Uma Thurman, actriu estatunidenca, presidenta[12]
- Mohamed Diab, director egipci
- Reda Kateb, actor francès
- Joachim Lafosse, director belga
- Karel Och, director artístic del Festival Internacional de Cinema de Karlovy Vary

### Caméra d'or
- Sandrine Kiberlain, actriu francesa, presidenta[12]
- Patrick Blossier, cineasta francès
- Elodie Bouchez, actriu francesa
- Guillaume Brac, director francpes
- Thibault Carterot, President de M141 Productions
- Fabien Gaffez, crític francès
- Michel Merkt, productor francès

### Cinéfondation i curtmetratges
- Cristian Mungiu, director romanès, President[12]
- Clotilde Hesme, actriu francesa
- Barry Jenkins, director estatunidenc
- Eric Khoo, director singapurès
- Athina Rachel Tsangari, directora grega

### Jurats independents
Gran Premi Nespresso (Setmana Internacional de la Crítica)
- Kleber Mendonça Filho, director brasiler, president[13]
- Diana Bustamante Escobar, productor i director artístic del FICCI
- Eric Kohn, crític estatunidenca
- Hania Mroué, director libanès de Metropolis Cinema
- Niels Schneider, actor francocanadenc

L'Œil d'or
- Sandrine Bonnaire, actriu i directora francesa, Presidenta[14]
- Lorenzo Codelli, crític italià
- Dror Moreh, director israelià
- Thom Powers, programador i director de festivals estatunidenc
- Lucy Walker, director britànic

Palma Queer
- Travis Mathews, director estatunidenc, president[15]
- Yair Hochner, director, fundador i director artístic de TLVFest
- Paz Lázaro, programadora de cinema espanyola
- Lidia Leber Terki, director francès
- Didier Roth-Bettoni, periodista i historiador del cinema francès

## Selecció oficial

### En competició – pel·lícules
Les pel·lícules que competiren per la Palma d'Or en la competició principal foren anunciades en una conferència de premsa el 13 d'abril de 2017: El guanyador de la Palma d'Or ha estat il·luminat.
| Títol original                            | Director(s)         | País                                                                |
| ----------------------------------------- | ------------------- | ------------------------------------------------------------------- |
| L'Amant double                            | François Ozon       | França                                                              |
| The Beguiled                              | Sofia Coppola       | Estats Units                                                        |
| 120 battements par minute (QP)            | Robin Campillo      | França                                                              |
| Geu-hu 그 후                              | Hong Sang-soo       | Corea del Sud                                                       |
| Krotkaia (Кроткая)                        | Sergei Loznitsa     | França, Ucraïna, Alemanya, Letònia, Lituània, Països Baixos, Rússia |
| Good Time                                 | Joshua i Ben Safdie | Estats Units                                                        |
| Happy End                                 | Michael Haneke      | França, Alemanya, Àustria                                           |
| Aus dem Nichts                            | Fatih Akin          | Alemanya                                                            |
| Jupiter's Moon (Jupiter holdja)           | Kornél Mundruczó    | Hongria                                                             |
| The Killing of a Sacred Deer              | Yorgos Lanthimos    | Irlanda, Regne Unit, Estats Units                                   |
| Neliúbov (Нелюбовь)                       | Andrei Zviàguintsev | Rússia                                                              |
| The Meyerowitz Stories (New and Selected) | Noah Baumbach       | Estats Units                                                        |
| Okja 옥자                                 | Bong Joon-ho        | Corea del Sud, Estats Units                                         |
| Hikari 光                                 | Naomi Kawase        | Japó, França                                                        |
| Le Redoutable                             | Michel Hazanavicius | França                                                              |
| Rodin                                     | Jacques Doillon     | França, Bèlgica                                                     |
| The Square                                | Ruben Östlund       | Suècia, Alemanya, França, Dinamarca                                 |
| Wonderstruck                              | Todd Haynes         | Estats Units                                                        |
| You Were Never Really Here                | Lynne Ramsay        | Regne Unit, Estats Units, França                                    |

(QP) indica pel·lícula elegible a la Palma Queer.

### Un Certain Regard
Les pel·lícules que competien en la secció Un Certain Regard foren anunciades en conferència de premsa el 13 d'abril de 2017. Barbara, dirigida per Mathieu Amalric, fou anunciada com a pel·lícula d'apertura de la secció Un Certain Regard. El guanyador d'Un Certain Regard ha estat highlighted.
| Títol original                         | Director(s)                  | País                                            |
| -------------------------------------- | ---------------------------- | ----------------------------------------------- |
| Après la guerre (CdO)                  | Annarita Zambrano            | França                                          |
| Las hijas de abril                     | Michel Franco                | Mèxic                                           |
| Barbara (pel·lícula d'apertura)        | Mathieu Amalric              | França                                          |
| Aala kaf ifrit على كف عفريت            | Kaouther Ben Hania           | França, Tunísia, Suècia, Noruega, Líban, Suïssa |
| Sanpo suru shinryakusha 散歩する侵略者 | Kiyoshi Kurosawa             | Japó                                            |
| Tesnota (CdO) Теснота                  | Kantemir Balagov             | Rússia                                          |
| La novia del desierto (CdO)            | Cecilia Atán, Valeria Pivato | Argentina, Xile                                 |
| Posoki (Посоки)                        | Stephan Komandarev           | Bulgària, Alemanya, Macedònia del Nord          |
| Fortunata                              | Sergio Castellitto           | Itàlia                                          |
| Lerd لِرد                               | Mohammad Rasoulof            | Iran                                            |
| Jeune Femme (CdO)                      | Léonor Sérraille             | França, Bèlgica                                 |
| Vychladnutie (CdO)                     | György Kristóf               | Eslovàquia, Estats Units                        |
| La cordillera                          | Santiago Mitre               | Argentina, França, Espanya                      |
| En Attendant les hirondelles (CdO)     | Karim Moussaoui              | França                                          |
| Lùguò wèilái 路過未來                  | Li Ruijun                    | R.P. de la Xina                                 |
| Western                                | Valeska Grisebach            | Alemanya, Àustria, Bulgària                     |
| Wind River (CdO)                       | Taylor Sheridan              | Estats Units, Regne Unit, Canadà                |
| L'Atelier                              | Laurent Cantet               | França                                          |

(CdO) indica pel·lícula elegible a la Caméra d'Or com a debut com a director.

### Fora de competició
Les següents pel·lícules foren seleccionades per participar fora de competició:
| Títol original                                | Director(s)            | País                     |
| --------------------------------------------- | ---------------------- | ------------------------ |
| D'après une histoire vraie                    | Roman Polanski         | França, Bèlgica          |
| Mugen no jūnin (無限の住人)                   | Takashi Miike          | Japó                     |
| Visages Villages (ŒdO)                        | Agnès Varda, JR        | França                   |
| How to Talk to Girls at Parties ‡             | John Cameron Mitchell  | Regne Unit, Estats Units |
| Les fantômes d'Ismaël (pel·lícula d'apertura) | Arnaud Desplechin      | França                   |
| Projeccions a mitjanit                        |                        |                          |
| A Prayer Before Dawn                          | Jean-Stéphane Sauvaire | França, Regne Unit       |
| Bulhandang (불한)                             | Byun Sung-hyun         | Corea del Sud            |
| Agnyeo 악녀                                   | Jung Byung-gil         | Corea del Sud            |

(ŒdO) indica pel·lícula elegible a la Œil d'or com a documental.

### Projeccions especials
| Títol original                               | Director(s)                   | País                           |
| -------------------------------------------- | ----------------------------- | ------------------------------ |
| 12 Jours (ŒdO)                               | Raymond Depardon              | França                         |
| La caméra de Claire                          | Hong Sang-soo                 | Corea del Sud, França          |
| Demons in Paradise (CdO) (ŒdO)               | Jude Ratnam                   | França, Sri Lanka              |
| Nos années folles (QP)                       | André Téchiné                 | França                         |
| An Inconvenient Sequel: Truth to Power (ŒdO) | Bonni Cohen, Jon Shenk        | França                         |
| Napalm (ŒdO)                                 | Claude Lanzmann               | França                         |
| Carré 35 (ŒdO)                               | Éric Caravaca                 | França, Alemanya               |
| Promised Land (ŒdO)                          | Eugene Jarecki                | Estats Units                   |
| Sea Sorrow (ŒdO)                             | Vanessa Redgrave              | Regne Unit                     |
| They (CdO) (QP)                              | Anahita Ghazvinizadeh         | Estats Units, Dinamarca, Qatar |
| Le Vénérable W. (ŒdO)                        | Barbet Schroeder              | França, Suïssa                 |
| Zombillénium (CdO)                           | Arthur de Pins, Alexis Ducord | França, Bèlgica                |

(CdO) indica pel·lícula elegible a la Caméra d'Or com a debut com a director. - (ŒdO) pel·lícula elegible a Œil d'or com a documental. - (QP) pel·lícula elegible a Palma Queer.
Realitat virtual
| Títol original | Director(s)                 | País         |
| -------------- | --------------------------- | ------------ |
| Carne y arena  | Alejandro González Iñárritu | Estats Units |

Esdeveniments pel 70è aniversari
| Títol original                         | Director(s)                 | País                                              |
| -------------------------------------- | --------------------------- | ------------------------------------------------- |
| 24 Frames                              | Abbas Kiarostami            | Iran                                              |
| Come Swim                              | Kristen Stewart             | Estats Units                                      |
| Top of the Lake: China Girl (episodis) | Jane Campion, Ariel Kleiman | Regne Unit, Austràlia, Nova Zelanda, Estats Units |
| Twin Peaks (2 episodis)                | David Lynch                 | Estats Units                                      |

### Cinéfondation
La secció Cinéfondation se centra en les pel·lícules realitzades per estudiants a les escoles de cinema. Es van seleccionar les 16 entrades següents (14 pel·lícules de ficció i 2 pel·lícules d'animació) de 2.600 treballs. Quatre de les pel·lícules seleccionades representen escoles que participen per primera vegada a Cinéfondation. El guanyador del Primer Premi Cinéfondation ha estat il·luminat.
| Títol original                                | Director(s)           | Escola                                                |
| --------------------------------------------- | --------------------- | ----------------------------------------------------- |
| Afternoon Clouds                              | Payal Kapadia         | FTII, Índia                                           |
| حیوان / Heyvan                                | Bahman i Bahram Ark   | Iranian National School of Cinema, Iran               |
| Атлантида, 2003                               | Michal Blaško         | FTF VŠMU, Eslovàquia                                  |
| À perdre haleine                              | Léa Krawczyk          | La Poudrière, França                                  |
| Camouflage                                    | Imge Özbilge          | KASK, Bèlgica                                         |
| Vazio do Lado de Fora                         | Eduardo Brandão Pinto | UFF, Brasil                                           |
| Give Up The Ghost                             | Marian Mathias        | NYU Tisch School of the Arts, Estats Units            |
| בן ממשיך                                      | Yuval Aharoni         | Steve Tisch School of Film & Television - TAU, Israel |
| Láthatatlan                                   | Áron Szentpéteri      | Academy of Drama and Film in Budapest, Hongria        |
| Lejla                                         | Stijn Bouma           | Sarajevo Film Academy, Bòsnia i Hercegovina           |
| Pequeño manifiesto en contra del cine solemne | Roberto Porta         | Universidad del Cine, Argentina                       |
| Paul est là                                   | Valentina Maurel      | INSAS, Bèlgica                                        |
| 溶ける / Tokeru                               | Aya Igashi            | Toho Gakuen Film Techniques Training College, Japó    |
| 迎向邊疆公路 / Yin shian bien jian gon lu     | Wang Yi-ling          | NTUA, Taiwan                                          |
| Deux Égarés sont morts                        | Tommaso Usberti       | La Fémis, França                                      |
| Wild Horses                                   | Rory Stewart          | NFTS, Regne Unit                                      |

### Curtmetratges en competició
Els següents curtmetratges foren escollits d'entre 4.843 per competir per la Palma d'Or al millor curtmetratge. El guanyador a la Palma d'Or al millor curtmetratge ha estat il·luminat.
| Títol original             | Director(s)           | País                          |
| -------------------------- | --------------------- | ----------------------------- |
| Across My Land             | Fiona Godivier        | Estats Units                  |
| Katto                      | Teppo Airaksinen      | Finlàndia                     |
| Damiana                    | Andrés Ramírez Pulido | Colòmbia                      |
| A Drowning Man             | Mahdi Fleifel         | Regne Unit, Dinamarca, Grècia |
| Xiao cheng er yue 小城二月 | Qiu Yang              | R.P. de la Xina               |
| Pépé le morse              | Lucrèce Andreae       | França                        |
| وقت ناهار                  | Alireza Ghasemi       | Iran                          |
| Push It                    | Julia Thelin          | Suècia                        |
| Koniec widzenia            | Grzegorz Mołda        | Polònia                       |

### Cannes Classics
La programació completa de la secció Cannes Classics fou anunciada el 3 de maig de 2017.
Restauracions
| Títol original                     | Director(s)                 | País                             |
| ---------------------------------- | --------------------------- | -------------------------------- |
| All That Jazz (1979)               | Bob Fosse                   | Estats Units                     |
| L'Atalante (1934)                  | Jean Vigo                   | França                           |
| Babatou, les trois conseils (1976) | Jean Rouch                  | Níger, França                    |
| Narayama bushikō (1983) 楢山節考   | Shōhei Imamura              | Japó                             |
| La Bataille du rail (1946)         | René Clément                | França                           |
| Belle de jour (1967)               | Luis Buñuel                 | França, Itàlia                   |
| Blow Up (1966)                     | Michelangelo Antonioni      | Regne Unit, Itàlia, Estats Units |
| El sol del membrillo (1992)        | Víctor Erice                | Espanya                          |
| Pas de deux (1968)                 | Norman McLaren              | Canadà                           |
| Madame de… (1953)                  | Max Ophüls                  | França, Itàlia                   |
| Harpya (1979)                      | Raoul Servais               | Bèlgica                          |
| Skupljači perja (1967)             | Aleksandar Petrović         | Iugoslàvia                       |
| Ai no korīda (1976) 愛のコリーダ   | Nagisa Oshima               | Japó, França                     |
| L'Interview (1998)                 | Xavier Giannoli             | França                           |
| Lucía (1968)                       | Humberto Solás              | Cuba                             |
| Człowiek z żelaza (1981)           | Andrzej Wajda               | Polònia                          |
| Matzor (1969)                      | Gilberto Tofano             | Israel                           |
| Körhinta (1956)                    | Zoltán Fábri                | Hongria                          |
| Spiegel van Holland (1950)         | Bert Haanstra               | Països Baixos                    |
| Sangre negra (1951)                | Pierre Chenal               | Argentina, Estats Units          |
| Soleil O (1970)                    | Med Hondo                   | França, Mauritània               |
| Paparazzi (1964)                   | Jacques Rozier              | França                           |
| Peel (1986)                        | Jane Campion                | Austràlia                        |
| A River Runs Through It (1992)     | Robert Redford              | Estats Units                     |
| La Seine a rencontré Paris (1957)  | Joris Ivens                 | França                           |
| Unforgiven (1992)                  | Clint Eastwood              | Estats Units                     |
| Le Salaire de la peur (1953)       | Henri-Georges Clouzot       | França, Itàlia                   |
| Yol (1982)                         | Yılmaz Güney                | Turquia, Suïssa, França          |
| When the Day Breaks (1999)         | Wendy Tilby i Amanda Forbis | Canadà                           |
| Ila ayn (1957) إلى أين؟            | Georges Nasser              | Líban                            |

Documentals
| Títol original                                | Director(s)                                     | País                             |
| --------------------------------------------- | ----------------------------------------------- | -------------------------------- |
| Becoming Cary Grant (ŒdO)                     | Mark Kidel                                      | Estats Units, Regne Unit, França |
| La belge histoire du Festival de Cannes (ŒdO) | Henri de Gerlache                               | Bèlgica                          |
| David Stratton: A Cinematic Life (ŒdO)        | Sally Aitken                                    | Austràlia                        |
| Filmworker (ŒdO)                              | Tony Zierra                                     | Estats Units                     |
| Jean Douchet, l'enfant agité (ŒdO)            | Fabien Hagège, Guillaume Namur, Vincent Haasser | França                           |

(ŒdO) indica pel·lícula elegible a la Œil d'or com a documental.

### Cinéma de la Plage
Cinéma de la Plage és una part de la Secció Oficial del festival. Les projeccions a l'aire lliure a la platja de Canes són obertes al públic.
| Jornada      | Títol original              | Director(s)      | País           |
| ------------ | --------------------------- | ---------------- | -------------- |
| Dijous 18    | Todo sobre mi madre (1999)  | Pedro Almodóvar  | Espanya        |
| Divendres 19 | Bugsy Malone (1976)         | Alan Parker      | Regne Unit     |
| Dissabte 20  | Saturday Night Fever (1977) | John Badham      | Estats Units   |
| Dimarts 23   | Missing (1982)              | Costa Gavras     | Estats Units   |
| Dimecres 24  | Chariots Of Fire (1981)     | Hugh Hudson      | Regne Unit     |
| Dijous 25    | Djam (2017)                 | Tony Gatlif      |                |
| Divendres 26 | Week-end à Zuydcoote (1964) | Henri Verneuil   | França, Itàlia |
| Dijous 27    | Un 32 Août sur terre (1998) | Denis Villeneuve | Canadà         |

## Seccions paral·leles

### Setmana Internacional dels Crítics
La selecció completa per a la secció de la Setmana Internacional de la Crítica va ser anunciada el 21 d'abril de 2017, al lloc web de la secció. Sicilian Ghost Story, dirigida per Fabio Grassadonia i Antonio Piazza, fou seleccionada per obrir la secció de la Setmana Internacional de la Crítica, mentre que Brigsby Bear, dirigida per Dave McCary, fou seleccionada com a pel·lícula de clausura. El concurs de llargmetratges va incloure, per primera vegada en la història de la secció, una pel·lícula d'animació i un documental.
Pel·lícules – El guanyador del Gran Premi Nespresso ha estat il·luminat.
| Títol original       | Director(s)              | País                     |
| -------------------- | ------------------------ | ------------------------ |
| Ava (CdO)            | Léa Mysius               | França                   |
| La familia (CdO)     | Gustavo Rondón Córdova   | Veneçuela, Xile, Noruega |
| Gabriel e a montanha | Fellipe Gamarano Barbosa | Brasil, França           |
| Makala (ŒdO)         | Emmanuel Gras            | França                   |
| Oh Lucy! (CdO)       | Atsuko Hirayanagi        | Japó, Estats Units       |
| Los Perros           | Marcela Said             | Xile, França             |
| Tehran Taboo (CdO)   | Ali Soozandeh            | Alemanya, Àustria        |

(CdO) indica pel·lícula elegible a la Caméra d'Or com a debut com a director. - (ŒdO) pel·lícula elegible a Œil d'or com a documental.
Curtmetratges – El guanyador del Premi Discovery al curtmetratge ha estat il·luminat.
| Títol original                             | Director(s)             | País                        |
| ------------------------------------------ | ----------------------- | --------------------------- |
| Najpiękniejsze fajerwerki ever             | Aleksandra Terpińska    | Polònia                     |
| Les Enfants partent à l'aube               | Manon Coubia            | França                      |
| Los Desheredados (ŒdO)                     | Laura Ferrés            | Espanya                     |
| Ela - Szkice na Pozegnanie                 | Oliver Adam Kusio       | Alemanya                    |
| Le Visage                                  | Salvatore Lista         | França                      |
| Jodilerks Dela Cruz, Employee of the Month | Carlo Francisco Manatad | Filipines, Singapur         |
| Möbius                                     | Sam Kuhn                | Estats Units, Canadà        |
| Real Gods Require Blood                    | Moin Hussain            | Regne Unit                  |
| Selva                                      | Sofía Quirós Ubeda      | Costa Rica, Argentina, Xile |
| Tesla : lumière mondiale                   | Matthew Rankin          | Canadà                      |

(ŒdO) indica pel·lícula elegible a la Œil d'or com a documental.
Projeccions especials
| Títol original                               | Director(s)                       | País             |
| -------------------------------------------- | --------------------------------- | ---------------- |
| After School Knife Fight                     | Caroline Poggi, Jonathan Vinel    | França           |
| Coelho Mau                                   | Carlos Conceição                  | Portugal, França |
| Petit paysan (CdO)                           | Hubert Charuel                    | França           |
| Brigsby Bear (CdO) (pel·lícula de clausura)  | Dave McCary                       | Estats Units     |
| Les Îles                                     | Yann Gonzalez                     | França           |
| Sicilian Ghost Story (pel·lícula d'apertura) | Fabio Grassadonia, Antonio Piazza | Itàlia           |
| Une vie violente                             | Thierry de Peretti                | França           |

(CdO) indica pel·lícula elegible a la Caméra d'Or com a debut com a director.

### Quinzena dels directors
La selecció sencera de la Quinzena dels Directors fou anunciada el 20 d'abril de 2017, a la web de la secció. Un beau soleil intérieur, dirigida per Claire Denis, fou seleccionada com a pel·lícula d'apertura per la secció de la Quinzena dels Directors, i Patti Cake$, dirigida per Geremy Jasper, fou seleccionada com la pel·lícula de clausura de la secció.
Pel·lícules – El guanyador del Premi Art Cinema ha estat il·luminat.
| Títol original                                                     | Director(s)                   | País                               |
| ------------------------------------------------------------------ | ----------------------------- | ---------------------------------- |
| A Ciambra                                                          | Jonas Carpignano              | Itàlia, França, Alemanya           |
| Alive in France (ŒdO)                                              | Abel Ferrara                  | França                             |
| Bushwick                                                           | Cary Murnion, Jonathan Milott | Estats Units                       |
| La defensa del dragón (CdO)                                        | Natalia Santa                 | Colòmbia                           |
| The Florida Project                                                | Sean Baker                    | Estats Units                       |
| Frost                                                              | Šarūnas Bartas                | Lituània, França, Polònia, Ucraïna |
| I Am Not a Witch (CdO)                                             | Rungano Nyoni                 | Regne Unit, França                 |
| L'Intrusa                                                          | Leonardo Di Costanzo          | Itàlia, França, Suïssa             |
| Jeannette, l'enfance de Jeanne d'Arc                               | Bruno Dumont                  | França                             |
| Ôtez-moi d'un Doute                                                | Carine Tardieu                | França, Bèlgica                    |
| Un beau soleil intérieur (pel·lícula d'apertura)                   | Claire Denis                  | França                             |
| L'Amant d'un jour                                                  | Philippe Garrel               | França                             |
| Marlina Si Pembunuh Dalam Empat Babak (QP)                         | Mouly Surya                   | Indonèsia                          |
| Mobile Homes                                                       | Vladimir de Fontenay          | Canadà, França                     |
| Nothingwood (CdO) (ŒdO) (QP)                                       | Sonia Kronlund                | França, Alemanya                   |
| Patti Cake$ (CdO) (pel·lícula de clausura)                         | Geremy Jasper                 | Estats Units                       |
| Cuori Puri (CdO)                                                   | Roberto De Paolis             | Itàlia                             |
| The Rider                                                          | Chloé Zhao                    | Estats Units                       |
| West of the Jordan River (Field Diary Revisited) (ŒdO) ממערב לירדן | Amos Gitai                    | Israel                             |

(CdO) indica pel·lícula elegible a la Caméra d'Or com a debut com a director. - (ŒdO) pel·lícula elegible a Œil d'or com a documental. - (QP) pel·lícula elegible a Palma Queer.
Projeccions especials
| Títol original    | Director(s) | País     |
| ----------------- | ----------- | -------- |
| A Fábrica de Nada | Pedro Pinho | Portugal |

Curtmetratges – El guanyador del Premi Illy al curtmetratge ha estat il·luminat.
| Títol original            | Director(s)                            | País     |
| ------------------------- | -------------------------------------- | -------- |
| Água Mole                 | Laura Goncalves, Alexandra Ramires     | Portugal |
| Retour à Genoa City (ŒdO) | Benoit Grimalt                         | França   |
| La Bouche                 | Camilo Restrepo                        | França   |
| Copa-Loca                 | Christos Massalas                      | Grècia   |
| Creme de Menthe           | David Philippe Gagné, Jean-Marc E. Roy | Canadà   |
| Farpões, Baldios          | Marta Mateus                           | Portugal |
| Min Börda                 | Niki Lindroth von Bahr                 | Suècia   |
| Nada                      | Gabriel Martins                        | Brasil   |
| Tijuana Tales             | Jean-Charles Hue                       | França   |
| Trešnje                   | Dubravka Turić                         | Croàcia  |

(ŒdO) indica pel·lícula elegible a la Œil d'or com a documental.

### ACID
L'Associació pel Cinema Independent i la seva Distribució (ACID), una associació de cineastes francesos i estrangers, demostra el seu suport a nou pel·lícules cada any, buscant donar suport de cineastes a altres cineastes. La totalitat de la selecció ACID fou anunciada el 21 d'abril de 2017 al web de la secció.
Pel·lícules
| Títol original                      | Director(s)               | País              |
| ----------------------------------- | ------------------------- | ----------------- |
| L'Assemblée                         | Mariana Otero             | França            |
| Avant la fin de l'été               | Maryam Goormaghtigh       | França, Suïssa    |
| Belinda                             | Marie Dumora              | França            |
| Coby (QP)                           | Christian Sonderegger     | França            |
| Kiss and Cry                        | Lila Pinell, Chloé Mahieu | França            |
| Last Laugh                          | Zhang Tao                 | Hong Kong, França |
| Sans Adieu                          | Christophe Agou           | França            |
| Scaffoldling                        | Matan Yair                | Israel, Polònia   |
| Le Ciel étoilé au-dessus de ma tête | Ilan Klipper              | França            |

(QP) indica pel·lícula elegible a la Palma Queer.
Projeccions especials
| Títol original    | Director(s)      | País   |
| ----------------- | ---------------- | ------ |
| Pour le réconfort | Vincent Macaigne | França |

ACID Trip #1 - Serbia
| Títol original                         | Director(s)      | País                                                           |
| -------------------------------------- | ---------------- | -------------------------------------------------------------- |
| Dos Patrias                            | Kosta Ristić     | Sèrbia, Cuba                                                   |
| Izlaz u slučaju opasnosti              | Vladimir Tagić   | Sèrbia                                                         |
| Kamen u ruci                           | Stefan Ivancić   | Sèrbia                                                         |
| Vlažnost                               | Nikola Ljuca     | Sèrbia, Països Baixos, Grècia                                  |
| If I had it my way I would never leave | Marko Grba Singh | Sèrbia                                                         |
| Rekvijem za gospodju J.                | Bojan Vuletić    | Sèrbia, Bulgària, Macedònia del Nord, Rússia, França, Alemanya |
| Tranzicija                             | Milica Tomović   | Sèrbia                                                         |

## Premis

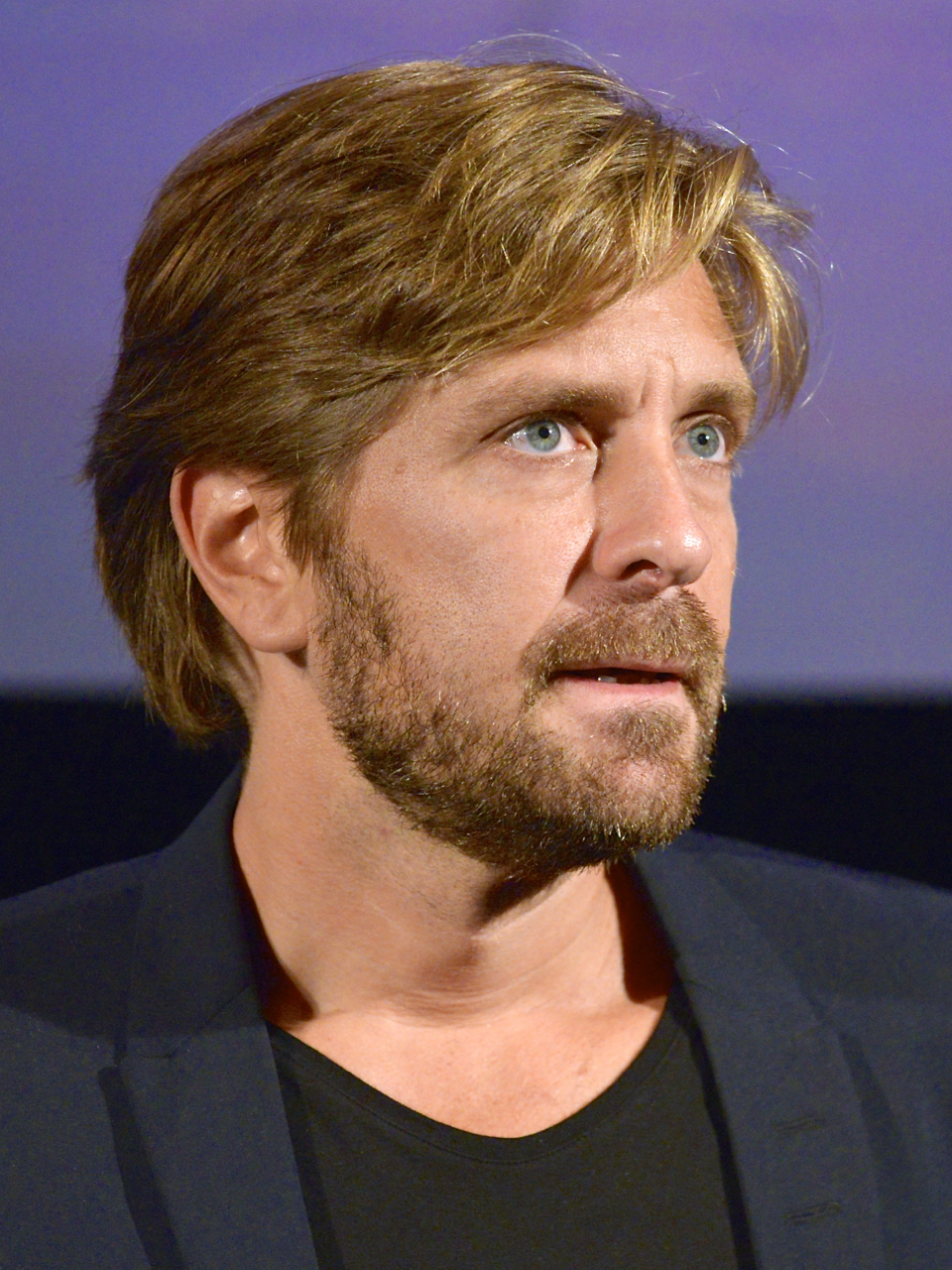
Ruben Östlund, guanyador de la Palma d'Or 2017

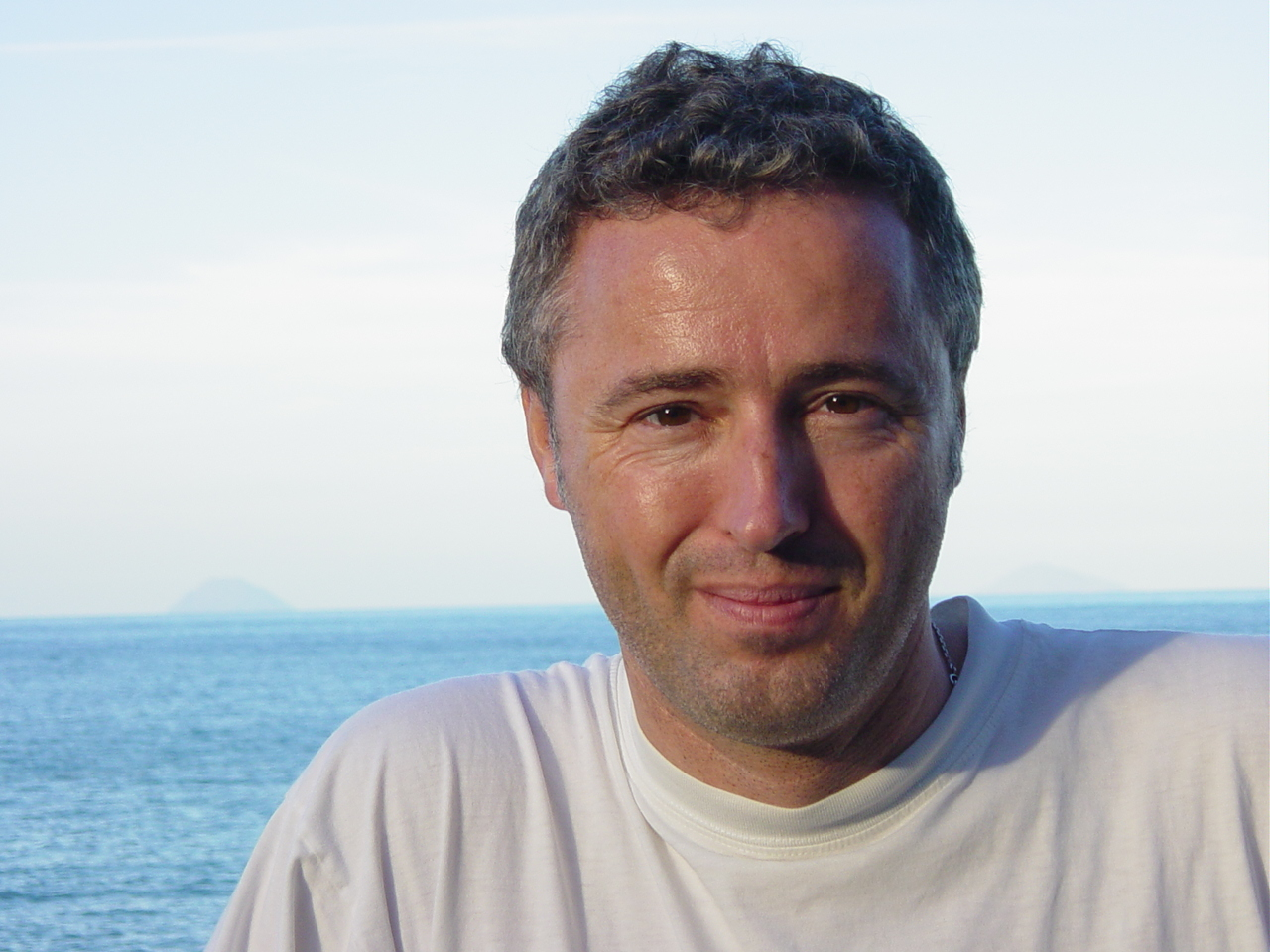
Robin Campillo, guanyador del Gran Prix

### Premis oficials
En competició
- Palma d'Or: The Square de Ruben Östlund
- Grand Prix: 120 battements par minute de Robin Campillo
- Premi del Jurat: Neliúbov d'Andrei Zviàguintsev
- Millor director: Sofia Coppola de The Beguiled
- Millor guió:
  - Yorgos Lanthimos i Efthymis Filippou per The Killing of a Sacred Deer
  - Lynne Ramsay per You Were Never Really Here
- Millor actriu: Diane Kruger per Aus dem Nichts
- Millor actor: Joaquin Phoenix per You Were Never Really Here
- Premi 70è Aniversari: Nicole Kidman
- Palma d'Or Honorífica:[29] Jeffrey Katzenberg

Un Certain Regard
- Premi Un Certain Regard: Lerd de Mohammad Rasoulof
- Premi del Jurat Un Certain Regard: Las hijas de abril de Michel Franco
- Premi Un Certain Regard al millor director: Taylor Sheridan per Wind River
- Premi del Jurat Un Certain Regard a la millor actuació: Jasmine Trinca de Fortunata
- Premi The Poetry of Cinema: Barbara de Mathieu Amalric

Cinéfondation
- Primer Premi: Paul Is Here de Valentina Maurel
- Segon Premi: Animal de Bahman i Bahram Ark
- Tercer Premi: Two Youths Died de Tommaso Usberti

Caméra d'Or
- Caméra d'Or: Jeune Femme de Léonor Sérraille

Curtmetratges
- Palma d'Or al millor curtmetratge: Xiao cheng er yue de Qiu Yang
- Menció especial: The Ceiling de Teppo Airaksinen

### Premis independents
Premis FIPRESCI
- 120 battements par minute de Robin Campillo (En competició)
- Tesnota de Kantemir Balagov (Un Certain Regard)
- The Nothing Factory de Pedro Pinho (Quinzena dels Directors)

Jurat Ecumènic
- Premi del Jurat Ecumènic: Hikari de Naomi Kawase

Premis en el marc de la Setmana Internacional dels Crítics
- Gran Premi Nespresso: Makala de Emmanuel Gras
- France 4 Visionary Award: Gabriel e a montanha de Fellipe Gamarano Barbosa
- Premi del Curtmetratge Leica Cine Discovery: Los Desheredados de Laura Ferrés
- Premi Gan Foundation Support de Distribution: Gabriel e a montanha de Fellipe Gamarano Barbosa
- Premi SACD: Ava de Léa Mysius
- Premi Canal+: The Best Fireworks Ever d'Aleksandra Terpińska

Premis en el marc de la Quinzena dels Directors
- Premi Art Cinema: The Rider de Chloé Zhao
- Premi SACD:
  - Un beau soleil intérieur de Claire Denis
  - L'Amant d'un jour de Philippe Garrel
- Premi Europa Cinemas Label: A Ciambra de Jonas Carpignano
- Premi Illy al curtmetratge: Back to Genoa City de Benoit Grimalt

Jurat L'Œil d'or
- L'Œil d'or: Visages Villages d'Agnès Varda i JR
- Menció especial: Makala d'Emmanuel Gras

Jurat Palma Queer
- Premi Palma Queer: 120 battements par minute de Robin Campillo
- Palma Queer al Curtmetratge: Les Îles de Yann Gonzalez

Jurat Palma Dog
- Premi Palma Dog: Einstein per la seva actuació com a Bruno a The Meyerowitz Stories (New and Selected)
- Gran Premi del Jurat: Lupo per Ava
- Premi Palm DogManitarian: Leslie Caron i el seu gos de rescat de 17 anys Tchi Tchi

Prix François Chalais
- Premi François Chalais: 120 battements par minute de Robin Campillo

Premi Vulcan a l'Artista Tècnic
- Premi Vulcan: Josefin Åsberg per The Square (equip de decoració)

Premi Cannes Soundtrack
- Premi Cannes Soundtrack: Oneohtrix Point Never de Good Time

### Premis especials
- Trophée Chopard:[43] Anya Taylor-Joy i George MacKay
- Carrosse d'Or:[44] Werner Herzog